# 41. Międzynarodowy Festiwal Filmowy w Wenecji

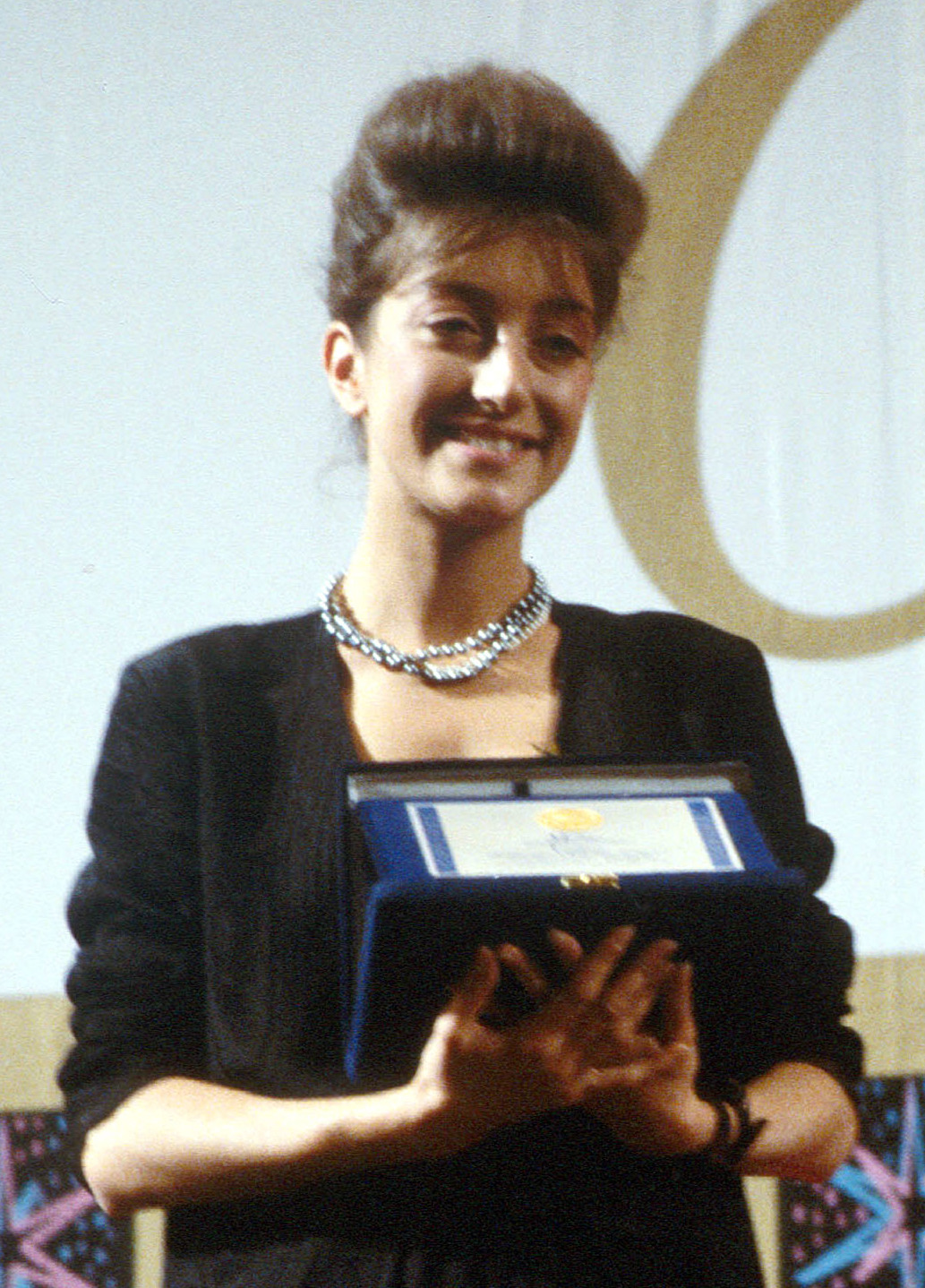
Pascale Ogier, laureatka Pucharu Volpiego dla najlepszej aktorki.

41. Międzynarodowy Festiwal Filmowy w Wenecji odbył się w dniach 1–11 września 1984 roku.
Jury pod przewodnictwem włoskiego reżysera Michelangelo Antonioniego przyznało nagrodę główną festiwalu, Złotego Lwa, polskiemu filmowi Rok spokojnego słońca w reżyserii Krzysztofa Zanussiego. Drugą nagrodę w konkursie głównym, Nagrodę Specjalną Jury, przyznano francuskiemu filmowi Ulubieńcy księżyca w reżyserii Otara Ioselianiego.

## Członkowie jury

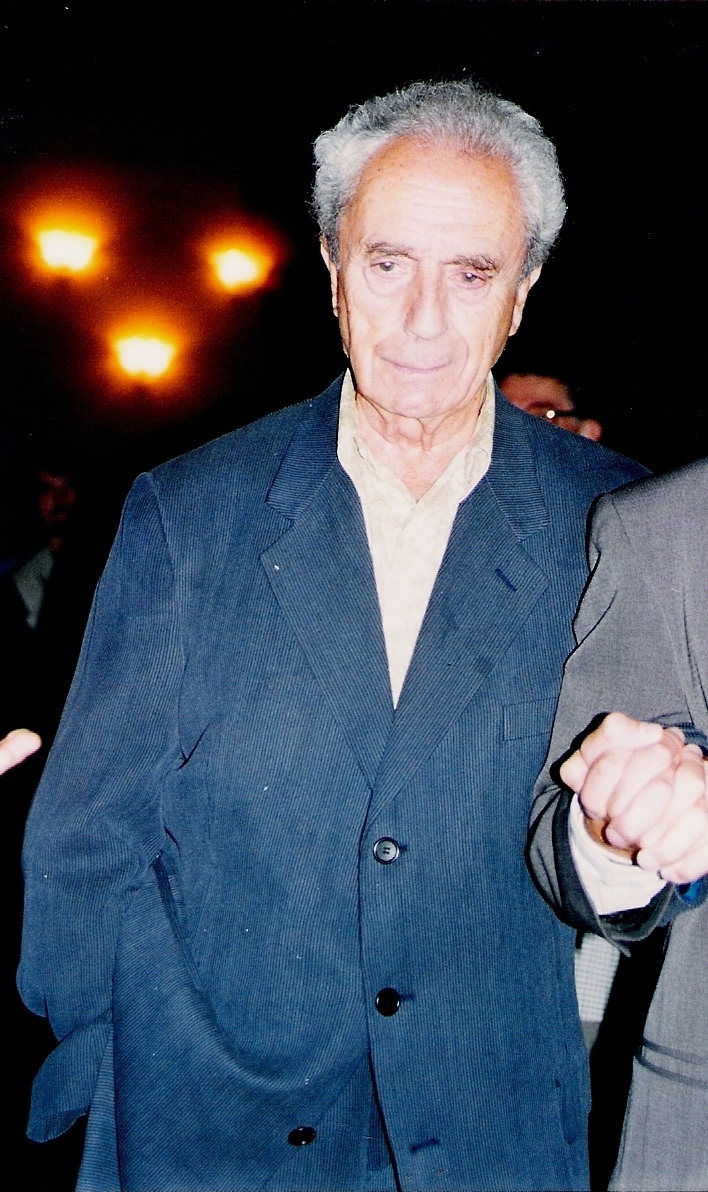
Przewodniczący jury konkursu głównego Michelangelo Antonioni

### Konkurs główny
- Michelangelo Antonioni, włoski reżyser − przewodniczący jury[3]
- Rafael Alberti, hiszpański poeta
- Balthus, francuski malarz
- Günter Grass, niemiecki pisarz
- Joris Ivens, holenderski reżyser
- Jewgienij Jewtuszenko, rosyjski poeta
- Erica Jong, amerykańska pisarka
- Erland Josephson, szwedzki aktor
- Goffredo Petrassi, włoski kompozytor
- Isaac Bashevis Singer, amerykański pisarz
- Paolo i Vittorio Taviani, włoscy reżyserowie